# 도나미 마모루
도나미 마모루(일본어: 礪波 護, 1937년 9월 6일~)는 일본의 동양사학자이자, 대학 교수이다.

## 저서
- 『영도 난세의 재상』( 인물왕래사 중국인물총서, 1966년/ 중공문고 , 1989년, 신판 2003년)

' 당대 정치 사회사 연구 '
- 「「중국」지역으로부터의 세계사 2・3」( 아사히 신문사 , 1992년)
- 『수당의 불교와 국가』(중공문고, 1999년), 『당대정치사회사연구』를 나누어 몇 가지 논문을 더한 것

'당의 행정기구와 관료'( 중공문고 , 1998년), 동상
'당송의 변혁과 관료제'(중공문고, 2011년), 동상
- 『경경의 학풍』( 중앙공론 신사 , 2001년). 수상집
- 『수당가 불교문물사 논고』( 법장관 , 2016년 4월)
- 「수라카츠성 재정사 논고」(호조칸, 2016년 9월)
- 『돈황에서 나라 교토로』(호조칸, 2016년 10월). 수상집
- 「경감으로서의 중국의 역사」(법장관, 2017년 6월). 수상집
- 『문물에 나타난 북조수나라의 불교』(법장관 문고, 2023년 1월)